# Gouvernement Komara
République de Guinée
Souaré Doré
Le gouvernement Komara est le dernier gouvernement de la Guinée sous la présidence Lansana Conté en fonction depuis le 3 avril 1984.
Le gouvernement de Komara était le gouvernement de la Guinée sous la direction de la junte du Conseil national pour la démocratie et le développement en sa tête Moussa Dadis Camara qui a pris le pouvoir après le coup d'État guinéen de décembre 2008. Ce gouvernement a pris fin le 26 janvier 2010 lorsque Jean-Marie Doré a formé un gouvernement de transition pour superviser les premières élections démocratiques du pays, qui se sont achevées en novembre 2010.

## Historique du mandat
Dirigé par le Premier ministre Kabine Komara, ce gouvernement succède donc au gouvernement Souaré .

## Composition

### Initiale (14 janvier 2009)
| Image | Portefeuille | Titulaire | Titulaire                                   |
| ----- | --- | --------- | ------------------------------------------- |
|       | Premier ministre |           | Kabine Komara                               |
|       | Ministre de la Sécurité et de la Protection civile                                                                     |           | Général de division Mamadouba Toto Camara   |
|       | Ministre d’État à la Présidence chargé de la Construction, de l’aménagement du territoire et du Patrimoine bâti public |           | Boubacar Barry                              |
|       | Ministre de l'Économie et des Finances                                                                                 |           | Capitaine Mamadou Sandé                     |
|       | Ministre des Affaires Etrangères                                                                                       |           | Alexandre Cécé Loua                         |
|       | Ministre de la Défense nationale                                                                                       |           | Général Sekouba Konaté                      |
|       | Ministre du Plan et de la Coopération                                                                                  |           | Mamadouba Max Bangoura                      |
|       | Ministre de l'Environnement et du développement durable                                                                |           | Papa Koly Kourouma                          |
|       | Ministre de l'Administration du Territoire et des Affaires Politiques                                                  |           | Frédéric Kolié                              |
|       | Ministre de la Décentralisation et du Développement Local                                                              |           | Naby Diakité                                |
|       | Ministre la Justice Garde des Sceaux                                                                                   |           | colonel Siba Nolamou                        |
|       | Ministre du Travail, de la réforme administrative et de la fonction publique                                           |           | Alpha Diallo                                |
|       | Ministre des Mines et de l’énergie                                                                                     |           | Mahmoud Thiam                               |
|       | Ministre de l'Agriculture et de l’élevage                                                                              |           | Abdouramane Sanoh                           |
|       | Ministre de la Pêche, de l'Aquaculture                                                                                 |           | Raymond Ounouted                            |
|       | Ministre du Commerce de l’Industrie et des PME                                                                         |           | Intendant militaire Commandant Korka Diallo |
|       | Ministre des Transports                                                                                                |           | Mamadi Kaba                                 |
|       | Ministre de l'Enseignement supérieur et de la Recherche scientifique                                                   |           | Alpha Kabiné Camara                         |
|       | Ministre de l’Enseignement pré universitaire , technique, professionnel et de l’éducation civique                      |           | Aicha Bah                                   |
|       | Ministre des Télécommunications et des nouvelles technologies de l’information                                         |           | colonel Mathurin Bangoura                   |
|       | Ministre de la Coopération et de l’intégration africaine                                                               |           | Abdoul Aziz Bah                             |
|       | Ministre de la Santé et de l’hygiène publique                                                                          |           | colonel Abdoulaye Chérif Diaby              |
|       | Ministre de la Promotion féminine et de l’enfance                                                                      |           | Hadja Makoura Sylla                         |
|       | Ministre de la Jeunesse et des sports et de la promotion de l’emploi des jeunes                                        |           | Colonel Fodeba Touré                        |
|       | Ministre de l'Information et de la culture                                                                             |           | Justin Morel Junior                         |
|       | Ministre du Tourisme, de l’hôtellerie et de l’artisanat                                                                |           | Leonie Koulibaly                            |
|       | Ministre des Audits, de la transparence et de la bonne gouvernance                                                     |           | Joseph Kandouno                             |

### Secrétaires d’Etat
| Portefeuille | Titulaire | Titulaire                         |
| --- | --------- | --------------------------------- |
| Ministre Secrétaire général de la Présidence |           | commandant Keletigui Faro         |
| Secrétaire d’État à la présidence de la République chargé des Services spéciaux, de la lutte anti-drogue et du grand banditisme                      |           | Capitaine Moussa Thiégboro Camara |
| Secrétaire d’État chargé des Travaux publics près du Ministre d’État de la Construction, de l’aménagement du territoire et du patrimoine bâti public |           | Mamadi Kallo                      |